# Лейбер, Фриц (старший)

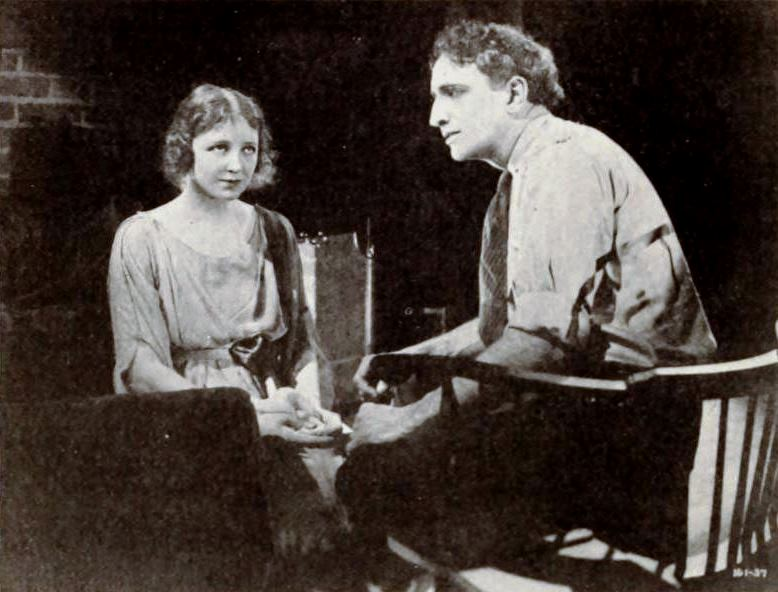
С Вивиан Мартин в фильме «Песнь души» (1920)

Фриц Рейтер Лейбер-старший  (англ. Fritz Reuter Leiber Sr.; 31 января 1882, Чикаго, Иллинойс — 14 октября 1949, Лос-Анджелес, Калифорния) — американский актёр театра и кино.

## Биография
Фриц Лейбер родился в Чикаго, где прожил большую часть жизни, выступая в театре Fritz Leiber & Co, который просуществовал до 1930-х годов.
Фриц Лейбер впервые снялся в кино в 1916 году в роли Меркуцио в фильме Фрэнсиса Бушмена «Ромео и Джульетта». Его работы в немом кино включали в себя роли Цезаря в фильме «Клеопатра» с участием Теды Бары и Соломона в ленте «Царица Савская» (1921) с Бетти Блайт в главной роли.
С началом эры звукового кино он продолжил свою карьеру актёра, снимаясь преимущественно в фильмах на историческую тематику. В фильме «Вальс шампанского» он снялся в роли дирижёра оркестра; роль потребовала от него играть классическую музыку на скрипке и джаз на кларнете. Одной из заметных ролей Фрица Лейбера в 1940-х годах стала роль Ференца Листа в фильме «Призрак оперы» (1943).
Лейбер появился вместе с сыном Фрицем в фильме производства Warner Bros «Великий Гаррик» (1937) и в фильме «Горбун из Нотр-Дама», однако в последнем Фриц Лейбер-младший не был указан в титрах. В 1947 году Фриц Лейбер сыграл эпизодическую роль священника, посещающего месье Верду в тюремной камере, в фильме Чарли Чаплина «Месье Верду».
Фриц Лейбер скончался 14 октября 1949 года от сердечного приступа и похоронен на кладбище Форест-Лаун.
Личная жизнь
Фриц Лейбер женился на Вирджинии Бронсон, которая, как и он, была актрисой театра. У пары родился сын Фриц, впоследствии ставший писателем-фантастом.

## Избранная фильмография
| Год  |   | Русское название         | Оригинальное название       | Роль                          |
| ---- | - | ------------------------ | --------------------------- | ----------------------------- |
| 1916 | ф | Ромео и Джульетта        | Romeo and Juliet            | Меркуцио                      |
| 1917 | ф | Клеопатра                | Cleopatra                   | Юлий Цезарь                   |
| 1936 | ф | Повесть о Луи Пастере    | The Story of Louis Pasteur  | доктор Шарбонне               |
| 1936 | ф | Энтони Несчастный        | Anthony Adverse             | Уврар                         |
| 1937 | ф | Вальс шампанского        | Champagne Waltz             | Франц Штраусс                 |
| 1937 | ф | Принц и нищий            | The Prince and the Pauper   | отец Эндрю                    |
| 1939 | ф | Горбун из Нотр-Дама      | The Hunchback of Notre Dame | старый дворянин               |
| 1940 | ф | Морской ястреб           | The Sea Hawk                | инквизитор                    |
| 1940 | ф | Всё это и небо в придачу | All This, and Heaven Too    | аббат Галлар                  |
| 1942 | ф | Перекрёсток              | Crossroads                  | министр иностранных дел Девал |
| 1943 | ф | Призрак Оперы            | Phantom of the Opera        | Ференц Лист                   |
| 1945 | ф | Сын Лесси                | Son of Lassie               | деревенский падре             |
| 1945 | ф | Улица греха              | Scarlet Street              | евангелист                    |
| 1947 | ф | Месье Верду              | Monsieur Verdoux            | отец Фаре                     |
| 1947 | ф | Паутина                  | The Web                     | Леопольд Кронер               |
| 1948 | ф | До края земли            | To the Ends of the Earth    | Бинда Ша                      |
| 1949 | ф | Самсон и Далила          | Samson and Delilah          | царь Шариф                    |